# Мембривес, Лола
Лола Мембривес, собственно Долорес Мембривес (исп. Dolores Membrives Fernández, Lola Membrives; 28 июня 1888, Буэнос-Айрес — 31 октября 1969, Буэнос-Айрес) — аргентинская актриса.

## Биография и творчество
Из семьи испанских эмигрантов. Выступала на сценах Испании и Латинской Америки. Играла в классических пьесах испанского театра (Кальдерон, Лопе де Вега, Хосе Соррилья). Для неё писали роли крупные испанские драматурги — братья Альварес Кинтеро, Мануэль и Антонио Мачадо, Хасинто Бенавенте. Играла в драмах Пиранделло, Уайльда, О’Нила, Кокто, Алехандро Касоны, Антонио Галы. Наряду с Маргаритой Ширгу и Марией Тересой Монтойя была крупнейшей исполнительницей в драмах Лорки. Дважды снялась в кино (1938, 1955).
Похоронена на столичном кладбище Ла-Чакарита.

## Признание
Кавалер Большого креста Ордена Альфонса X Мудрого, Ордена Изабеллы Католической. После смерти актрисы Буэнос-Айресский театр комедии, который она возглавляла с 1943 года, был назван её именем.